# 朝鮮死刑制度
朝鮮死刑制度是指朝鲜民主主义人民共和国針對朝鮮境內行動者違反朝鮮的法律（包括视为法律的方针政策）而執行的刑罰。

## 可判死刑的罪名
朝鲜刑法中可判处死刑的罪名曾经为33项。1987年2月，朝鲜对刑法进行修订，将死刑罪名减少到5项，主要是叛国类罪行和重度杀人罪。
1990年代苦难行军期间，朝鲜制定了“刑法附则”，对可判处死刑的罪名进行了扩展。当时朝鲜对“偷盗牛或粮食”等犯罪进行了大规模的公开处刑，以至于有主张认为此类“死刑”本身就是非法的。但是制定这一附则后就将这类死刑纳入法律程序中施行。2007年，朝鲜最高人民会议常任委员会颁布了新的刑法附则，规定“故意破坏战斗技术资材和军事设施、掠取国家财产、偷盗国家财产、破坏国家财产、伪造货币、故意中伤、诱拐、強姦、通姦、四等親（含）以內相姦、雞姦、與未滿12歲者相姦、偷盗个人财产、走私有色金属、走私国家资源、走私毒品、越狱、不良行为、非法营业、卖淫”等20项罪名可判处死刑。此外，这一附则第23条还规定“一个罪犯犯下的各种犯罪行为情节特别严重或者没有改善之意，可判处无期劳动教化刑或者死刑”，被认为实际做出了不限制死刑罪名的规定。（也就是说事实上朝鲜是死刑罪名最多的国家）
2020年12月，朝鲜最高人民会议常任委员会通过《反动思想文化排击法》，并对刑法做了针对性修改。该法律规定，引进和散布南朝鲜电影、影像、作品、图书、歌曲、图画等最高可以判处死刑；大量引进和散布美国、日本等“敌对国家”文化物品或者具有“敌对朝鲜内容”的文化物品，最高可以判处死刑；制作、引进或散布淫秽色情影像或具有迷信内容的图书、照片、图画等物品，情节严重的，最高可判死刑。
根據Daily NK的報導，在金正恩2024年1月半岛问题讲话後，由於韩国已經被定義爲朝鲜的“最大敵對國”，因此向朝鲜境外提供朝鲜內部資料致使資料流入韩国（特别是机密资料）即會被以间谍罪判處死刑，官爵也非免死金牌。在2024年11月有一名任職於國家保衛省的趙姓上校透過在走私品中藏匿SD卡的方式使得國家保衛省的內部资料流出朝鲜，經朝鲜政府調查後確定由趙姓上校流出的內部資訊已被南韓知曉，因此趙姓上校被以間諜罪之名處以死刑，並在判決出爐後即刻執行。

## 执行方式
朝鲜的死刑通常以公開處決方式執行，最常見的死刑是枪决，绞刑及斬首也有使用，但在1990年代以后基本在勞改營和某些政府人員重犯以外绝迹。

### 公开执行死刑
根據未经证实的報導，由於朝鲜經濟的低迷，朝鲜境內的殺人與盜竊罪行亦呈現增長趨勢。因此，2025年在朝鲜政府已經鮮少公開槍決罪犯數年的情况下，爲遏制犯罪，官方仍選擇在公開審判後即刻当众執行槍決。

## 审判程序
死刑判决原则上由朝鲜中央裁判所最终确定。实际上这一权力有时也由其他法院行使，如审判张成泽的朝鲜国家安全保卫部特别军事法庭。此外，在法定流程之外随意地执行死刑的情况也被认为存在。

## 相关事件

### 知名案例
- 1954-1956年：朴憲永、李承燁間諜事件（李承烨、朴宪永等10人被以“间谍罪”、“叛国罪”为名处决）
- 1956年：八月宗派事件（朴昌玉、崔昌益等数十人被以“间谍罪”、“叛国罪”为名处决）
- 1981年：禹仁姬（通奸罪）
- 1991年：朴明植（英语：Park Myung-sik）（杀人罪，1990年4月至10月在咸镜南道犯下12起谋杀案，后在新浦市被审判、处决）
- 1997年：徐宽熙、黄今淑（“窃取国家财产罪”）
- 1997-2000年：深化组事件（前后约5千人被以“间谍罪”等罪名处决。事件平息后其中大量案件获得平反，而部分参与此事件的官员被以反革命罪处决）
- 2010年：朴南基（“叛国罪”）
- 2011年：柳京（受贿罪）
- 2013年：张成泽（阴谋颠覆国家罪、叛国罪）

### 相关传言

#### 張成澤“被犬決”
曾擔任朝鮮勞動黨中央政治局委員和朝鮮勞動黨中央行政部部長等要職的張成澤在2013年12月12日因叛國等罪名被判死刑。香港《文匯報》稱張成澤並非被槍斃，而是在金正恩和300名官員的目睹下被120頭狗活活咬死。之後，《NBC新聞》、《泰晤士報》及《華盛頓郵報》等均引述此報導。不過，《BBC》和《紐約時報》等都懷疑這事的真實性。在韩国，亦鮮有傳媒引用《文匯報》的報導。在一個月後，芝加哥一名軟件工程師發現張成澤遭到犬決是出自於一個惡搞朝鲜的中國博客。此消息傳出後，部份傳媒決定收回之前關於犬決的報導。

#### 玄松月“被處決”
2013年8月29日，《朝鮮日報》聲稱金正恩的前女友、牡丹峰樂團團長玄松月因製作和銷售淫穢物品而被公開槍決。美國自由亞洲電台更指玄氏是因向身邊人透露與金正恩的關係才遭到殺身之禍。《Daily NK》認為金正恩是在「非常憤怒」下才將玄氏公開處決。朝鮮中央通訊社率先否認傳聞，一部日本政治雜誌隨後亦報稱玄氏未死。2014年5月16日， 玄氏出席朝鲜第9屆全國藝術家大會，粉碎了傳言。

#### 李永吉“被處決”
韓聯社在2016年2月10日宣稱朝鮮人民軍總參謀長李永吉被處死，罪名是「宗派分子和專權腐敗」，理據是他缺席早前舉行的朝鮮勞動黨中央委員會與朝鮮勞動黨朝鮮人民軍委員會聯合會議擴大會議。同年5月，「被處決」的李永吉在朝鮮勞動黨第七次代表大會上被委任為中央委員會委員、政治局候補委員及中央軍事委員會委員。